# Terence Davies (Ruderer)
Terence Rodney „Terry“ Davies (* 20. Oktober 1933 in Kalkutta; † 31. Juli 2022) war ein australischer Ruderer.

## Biografie
Terence Davies wuchs in Britisch-Indien auf, wo sein Vater als Polizist tätig war. Nach dem Zweiten Weltkrieg zog er mit seiner Familie nach Australien, wo er für den University of Western Australia Boat Club in Perth ruderte. 1954 wurde er in den Achter für den King’s Cup berufen, wo das Boot von Western Australia den fünften Platz belegte.
Davies wechselte nach Melbourne, wo er für den Melbourne University Boat Club ruderte. Mit dem Achter gewann er 1957 die Meisterschaft von Victoria. Ein Jahr später siegte er mit dem Achter von Victoria beim King’s Cup auf dem Nepean River.
In den Jahren 1959 und 1960 gewann Davies zusammen mit John Hunt im Zweier ohne Steuermann die Meisterschaft von Victorian und qualifizierte sich für die Olympischen Sommerspiele 1960. In der olympischen Regatta in Rom schied das Duo im Halbfinale aus. Ende des Jahres wechselte Davies zusammen mit 1960 wechselte er zusammen mit Paul Guest zum Banks Rowing Club.
Bei den ersten Weltmeisterschaften 1962 in Luzern gehörte Davies zur Crew des australischen Achters und gewann mit diesem bei den British Empire and Commonwealth Games 1962 in Perth die Goldmedaille.
Bei den Olympischen Spielen 1964 erreichte er mit der australischen Crew in der Achter-Regatta aufgrund eines minderwertigen Bootes das B-Finale und belegte im Endklassement den achten Platz.
1968 absolvierte er letztmals ein Rennen und war fortan bis 1978 im Banks Rowing Club und an der Caulfield Grammar School als Trainer tätig.
1999 wurde Terry zum lebenslangen Mitglied des Banks Rowing Club ernannt. 2011 wurde er in die Rowing Victoria Hall of Fame aufgenommen.